# Unione Sportiva Massese 1919
L'Unione Sportiva Massese 1919 S.S.D., meglio nota come Massese, è una società calcistica italiana con sede nella città di Massa. Milita in Eccellenza, la quinta divisione del campionato italiano.
Il primo club cittadino fu la verde Società Sportiva Juventus Massa, fondata nel 1919, che poi chiuse i battenti nel 1928. Fu poi la volta della granata Associazione Sportiva Fascista Angelo Belloni, che proseguì fino al 1935, mentre una effimera grigia Unione Sportiva Fascista Massese "Paolo Lorenzo Paladini" comparve in pieno conflitto mondiale. Nessuna di queste società accumulò comunque alcuna tradizione sportiva secondo gli attuali criteri della FIGC.
Fu dai resti della Paladini che nel 1944 cominciò la storia della moderna Massese, che alla ripresa postbellica nel 1946 venne promossa iniziando il suo cammino nelle categorie superiori. Vanta come miglior successo la partecipazione a un campionato di Serie B, seconda divisione calcistica nazionale italiana. Ha inoltre vinto uno Scudetto Serie D.
I colori sociali sono il bianco e il nero. Disputa le partite di casa allo stadio Gianpiero Vitali.

## Storia

### Dalle origini alla Seconda Guerra Mondiale
Il calcio viene giocato in Italia dalla fine del XIX secolo, quando non era ancora un fenomeno nazionale ma solo una realtà metropolitana prevalentemente del Nord Italia. Nel 1913, per la prima volta quattro squadre toscane partecipano al campionato nazionale nel raggruppamento centro-meridionale ed anche a Massa si incomincia a giocare a calcio.
Nell'anno 1913 Massa è una cittadina di circa 32 000 abitanti e le cronache del tempo danno l'impressione di una comunità alla ricerca di momenti di svago e di divertimento. L'economia si basava principalmente sull'estrazione del marmo e sulla produzione agricola. In quell'anno, in città, erano presenti due società sportive: la Società Sportiva Forza e Coraggio e la Società Sportiva Pro Massa. La Forza e Coraggio era strutturata in sezioni comprendenti ciclismo, nuoto, canottaggio e maratonina. La S.S. Pro Massa invece aveva sezioni di podismo e ciclismo di cui era il pezzo forte.
Dietro l'odierno ospedale, lungo il canale delle Grondini esisteva un enorme spazio denominato Piazza d'Armi; serviva, infatti, per manifestazioni militari. Il terreno era pieno di ciottoli, ma dotato di fondo ghiaioso in grado di assorbire grandi quantità d'acqua, permettendo il gioco anche dopo un acquazzone; non era livellato, anzi presentava una leggera e percettibile pendenza, ma era già un lusso poterlo usare senza problemi e così diventò il primo campo da gioco del calcio massese.
I primi giocatori erano studenti e borghesi. Il calcio non era popolare come il ciclismo ed era ancora solo un fenomeno d'élite. La costruzione del campo da gioco era semplice e spartana; con tre legni erano montate le porte, ovviamente senza rete e righe di demarcazione e ci si spogliava al bordo del campo delimitato con la punta di un bastone. La prima partita giocata risale al 15 febbraio 1914, quando in Piazza d'Armi la Società Sportiva Forza e Coraggio F.B.C. incontrò lo Sporting Club di Querceta, e quindici giorni dopo ci fu la prima vittoria della storia del calcio massese ai danni della Giuseppe Cei di Pietrasanta. Il 29 marzo 1915 la S.S. Forza e Coraggio cambiò nome in Massa Football Club e poco tempo dopo la sua nascita ci fu una crisi a livello gestionale, i giocatori erano in soprannumero tanto da portare ad una scissione della società: nacquero così la S.S. Pro Massa e la U.S. Massese.
Il primo derby della storia calcistica massese si ebbe, invece il 5 aprile 1915 quando la S.S. Pro Massa incontrò la Polisportiva Carrarese. La storia delle due società continuò senza particolari esiti sportivi fino al riposo forzato al quale la prima guerra mondiale costringerà fino al 1919. Dopo il conflitto bellico nasce la S.S. Juventus Massa che continuerà la tradizione calcistica cittadina.
Nel 1921 la signora Claudina Banfi, proprietaria del Cotonificio al Forno, acquistò il terreno di Via Marina Vecchia dai signori Pelù per donarlo al Comune di Massa alla simbolica cifra di una lira, affinché si destinasse quell'area a campo sportivo. Il piccolo impianto venne denominato Dina dalle Piane in omaggio alla figlia del mecenate che lo volle. Nel secondo dopoguerra venne recintato il terreno di gioco e furono costruite alcune tribune, che sostituirono quelle in legno già esistenti.
Nello stesso anno la S.S. Juventus Massa, colori bianco e verde, iniziò la sua attività ufficiale disputando sei campionati fino a quando nel 1926 venne radiata dai ranghi federali per incidenti verificatisi nella partita con il Pietrasanta. Nel 1927 il calcio era virtualmente sparito dalla scena cittadina, ma la compiacenza del regime fascista permise la costituzione di una nuova società sportiva, la S.S. Angelo Belloni, per onorare la memoria del terzino biancoverde morto per malattia in Libia. La squadra venne iscritta al campionato Toscano di Terza Divisione e nel 1932 ottenne la seconda promozione della sua storia finendo in Prima Divisione. Ma nel 1935 anche per la Belloni arrivarono momenti difficili. Le cause furono molteplici: quella principale fu la forzata partenza di molti giocatori per la Guerra d'Etiopia con l'avallo delle autorità fasciste cittadine. La squadra non venne ricostituita che dopo l'inizio del secondo conflitto mondiale con i ragazzi cresciuti nelle squadre minori disputanti i campionati della Sezione Propaganda aggiungendo alla denominazione l'immancabile fascista e il nome di un massese caduto durante la guerra civile spagnola al fianco delle forze franchiste: Unione Sportiva Fascista Massese "Paolo Lorenzo Paladini". I colori sociali nelle intenzioni dei dirigenti dovevano essere nuovamente il bianco e il verde, ma la ditta Bigotti Archimede che doveva realizzare le maglie non aveva lana dei colori scelti e si optò per il grigio blu. Mancava anche il campo sportivo, poiché il Dina dalle Piane era stato utilizzato dal fascio locale, durante il periodo di inattività, a campo di atletica. Arrivando ad un compromesso, con l'acquisizione di una percentuale sugli incassi da parte dell'amministrazione fascista, la città trovò nuovamente il suo stadio.

### Dal secondo dopoguerra agli anni duemila
Dopo un'altra sospensione forzata a causa della seconda guerra mondiale, nel 1944, dopo l'arrivo in Toscana delle forze alleate, la società si libera dei dirigenti in camicia nera e della denominazione fascista e la società è rinominata Unione Sportiva Massese Juventus. L'amicizia tra uno dei fondatori della società apuana e l'allora presidente della società polisportiva torinese Juventus, Piero Dusio, nata su una cortesia offerta a quest'ultimo in tempo di razionamento bellico, portò a contraccambiare con l'invio di materiale sportivo da Torino, tanto da far diventare i colori ufficiali della Massese il bianco e il nero. Capitava anche frequentemente, nel dopoguerra, veder indossata alla Massese la maglia nera con la grande J bianca, che gli juventini usavano come indumento alternativo alla divisa zebrata.
La giovane società calcistica diede ottimi risultati, in Serie C nella stagione 1946-1947 sfiorò la promozione nella serie cadetta e fu definita da tutti la più forte di sempre. I migliori elementi vennero presto ceduti alle toscane di A e questa fuga di talenti determinò un passo indietro di categoria agli inizi degli anni cinquanta. I massesi dovettero aspettare la stagione 1964-1965 per vedere riaffacciare la squadra in Serie C, dove rimase fino alla storica promozione in B del 1970.

La Massese della stagione 1970-1971, in Serie B, massima categoria raggiunta dalla squadra toscana; con la divisa di casa a strisce verticali bianche e nere in uso da metà degli anni 1940.

La permanenza in B durò poco per una serie di errori dovuti soprattutto all'inesperienza dell'ambiente. L'anno seguente alla retrocessione, la società tentò invano di ritornare nella cadetteria, ma le ambizioni di pronta risalita svanirono quasi subito. Di nuovo nella serie inferiore, la formazione si avvicenderà più volte tra alti e bassi fino ad arrivare alla Serie C1. Una delle stagioni maggiormente positive in questo periodo fu certamente quella 1987-1988 in cui la Massese si schierava generalmente con Vavoli in porta, Marin, Cecchini, Corsini, Bertocchi, Ponti, Pisasale, Tonin, Garfagnini, Del Francia e Guidugli. In questa stagione in Serie C2 arrivò sino allo spareggio-promozione perso ai rigori contro il Montevarchi ad Empoli.

### Dagli anni duemila ad oggi
Il 12 agosto 2008 il T.A.R. sancisce l'esclusione della Massese dal campionato di Serie C1, spingendo di nuovo il sodalizio bianconero nei dilettanti della Serie D.
La nuova stagione inizia tra grandi difficoltà tecniche e di preparazione e così la formazione bianco-nera riesce a totalizzare appena 3 punti nell'intero girone d'andata rendendo praticamente impossibile la permanenza in categoria, retrocedendo così con diversi turni d'anticipo in Eccellenza realizzando soli 3 punti dovuti a 4 punti di penalità.
La FIGC, con comunicato, ha assegnato nel 2009 alla S.S.D. Massese il titolo sportivo della fallita U.S. Massese 1919. La nuova società riparte dall'Eccellenza Toscana.
Nella stagione 2009-2010 la Massese si qualifica per i play-off per tornare in Serie D. La squadra gioca i play-off con il Camaiore dove all'andata in trasferta pareggia 1-1 con rete di Ceccarelli, al ritorno la Massese davanti al pubblico dello stadio degli Oliveti di Massa perde 1-2 con rete del Camaiore al 90° che va a giocarsi la finale play-off con il PesciaUzzanese che è uscita vincente nell'altra semifinale col Pisa Sporting Club.
La Massese nella stagione 2010-2011 in Eccellenza Toscana arriva seconda in classifica alle spalle della capolista Pistoiese, nei play-off affronta i versiliesi del Pietrasanta Marina, nell'andata al XIX settembre di Pietrasanta, la partita termina 0-0, nel ritorno la squadra passa il turno allo stadio degli Oliveti vincendo per 1-0. Viene eliminata nella finale dei play-off regionali dal Pisa Sporting Club pareggiando 1-1 in trasferta, ma perdendo 0-1 in casa.
Nell'Eccellenza Toscana 2011-2012 giunge terza in classifica (a causa di una penalità, dopo aver chiuso al secondo posto come punti conquistati sul campo). Riesce poi a vincere i play-off del girone A; in semifinale nazionale supera i romagnoli del Misano e accede alla finale contro i sardi dell'Olbia che sconfigge 3-0 nella gara di ritorno dopo aver perso l'andata 1-2: la Massese torna in Serie D dopo tre anni. In questa stagione la Massese è stata nominata come la migliore squadra toscana a livello dilettantistico. Nel luglio 2013 acquisisce il settore giovanile dello Sporting Massese.
Nella Serie D 2013-2014 la Massese arriva terza nel girone D dietro a Lucchese e Correggese e svolge i play-off con il Thermal Abano Teolo, vincendo 4-2 in trasferta. Dopodiché la Massese perde per 4-0 al secondo turno contro la Correggese.
Nella Serie D 2014-2015 i massesi vengono eliminati al primo turno dei play-off dal Ponsacco perdendo per 1-0. Nel maggio 2016 vincendo i play-out contro lo Scandicci mantiene il diritto a partecipare al campionato di Serie D; vi rimarrà fino alla stagione 2018-2019, quando a seguito di un cambio doppio cambio di proprietà il club (dapprima ceduto ai tifosi - che si avocano il marchio e una partecipazione azionaria di minoranza - e quindi a una cordata rappresentata da Roberto Lamanna e Fulvio Monachesi) entra nuovamente in crisi, accumulando debiti e inadempienze, che sul lato sportivo si traducono nella retrocessione in Eccellenza. Nell'estate 2019 i tifosi sventano il rischio fallimento riprendendo il controllo della Massese; in un secondo momento essi individuano un nuovo acquirente che permette il prosieguo delle attività.
Ad agosto 2019 gli Ultras si aggiudicano il marchio denominativo e figurativo dell’Unione Sportiva Massese 1919 con la figura di Daniel Iacopi rappresentante della Curva; Alessandro Balloni e di tutta la tifoseria bianconera. Ad oggi il marchio è in mano ai tifosi.

## Colori e simboli

### Colori
Dal 1919, anno della fondazione, fino al 1928 la Juventus Massa utilizzò come colore il bianco e il verde. Nel 1929, anno in cui la squadra venne ricostituita con la denominazione Angelo Belloni e fino al 1935 il colore divenne l'amaranto. Dal 1942 al 1943 la Massese "Paolo Lorenzo Paladini" adottò come colori sociali il grigio e il blu. Il bianco e il nero divennero i colori sociali nel 1944, quando la squadra fu ricostituita con la denominazione di Massese Juventus.

### Simboli ufficiali

#### Stemma
Lo stemma della Massese è un ancile palato con strisce bianche e nere contenente il nome della squadra e lo stemma comunale.

Logo usato fino al 2019
Logo in uso dal 2019

#### Inno
L'inno della Massese si intitola Avanti Massese avanti.

## Strutture

### Stadio
Il primo campo da gioco della Massese fu la piazza d'Armi. Successivamente la squadra si stabilì allo stadio Dina delle Piane e infine allo stadio degli Oliveti, poi rinominato stadio Gianpiero Vitali, costruito nel 1960 e capace di ospitare 11 500 persone.

### Centro di allenamento
La Massese svolge i propri allenamenti allo stadio Gianpiero Vitali.

## Società

### Organigramma societario
- Antonio Gerini - Presidente
- Gianmaria Lertora - Amministratore Delegato
- Augusto Cantoni - Direttore Generale
- Giorgio Eritreo - Team Manager

### Sponsor
- 1985-1988 Umbro
- 1988-1989 Virma
- 1989-1992 Erreà
- 1992-2003 ...
- 2003-2006 Devis
- 2006-2008 Legea
- 2008-2009 Macron
- 2009-2014 Erreà
- 2014-2018 Givova
- 2018-2019 Gems
- 2019-2020 Sportika
- 2020-2022 Ready
- 2022- Joma

## Allenatori e presidenti
- 1919-1921 ...
- 1921-1922  Manfredo Massa
- 1922-1923 ...
- 1923-1924 Inattiva
- 1924-1928 ...
- 1928-1929 Inattiva
- 1929-1935 ...
- 1935-1942 Inattiva
- 1942-1943  Manlio Galluzzi
- 1943-1944 Inattiva
- 1944  Manlio Galluzzi
- 1944-1945 Inattiva
- 1945-1948  Antonio Barbieri
- 1948-1949  Antonio Barbieri
 Bernardini
- 1949-1950  Enrico Margara
- 1950-1952  Sante Davini
- 1952-1953  Gino Tonarelli
- 1953-1954  Gino Tonarelli
 Muzio Balloni
- 1954-1955  Cesare Petri
- 1955-1956  Muzio Balloni
 Enzo Gaido (commissario)
- 1956-1960  Enzo Gaido (commissario)
- 1960-1961  Antonio Barbieri
- 1961-1963  Carlo Alberto Pellerano
- 1963-1964  Giorgio Galassini
- 1964-1967  Angelo Tongiani
- 1967-1968  Luciano Andreani
 Vieri Rosati
- 1968-1976  Vieri Rosati
- 1976-1978  Flavio Rinaldi
- 1978-1979  Flavio Rinaldi
 Corrado Ricciardi
- 1979-1980  Giangiorgio Giorgini (amm. unico)
- 1980-1982  Daniele Doveri
- 1982-1989  Domenico Bertoneri
- 1989-1994  Fausto Manfredi
- 1994-1996  Carlo Alioto
- 1996-1997  Carlo Guelfo
- 1997-1998  Carlo Auriemma
- 1998-1999  Michele Dimmito
- 1999-2000  Angelo Tongiani
- 2000-2001  Gino Cristiani
- 2001-2002  Giovanni Bonotti
 Giorgio Turba
- 2002-2006  Giorgio Turba
- 2006-2007  Lino Rossi
- 2007-2008  Nicola Ferrara
- 2008-2009  Nicola Ferrara
 Nicola Grimaldi
- 2009-2018  Giorgio Turba
- 2018-2019  Cristiano Leonardi
- 2019-2022  Giovanni Nepori
- 2022-  Antonio Gerini

## Palmarès

### Competizioni nazionali
- Scudetto Serie D: 1

2003-2004

### Competizioni interregionali
- Serie C: 1

1969-1970 (girone B)
- Serie C2: 1

2004-2005 (girone B)
- Serie D: 2

1964-1965 (girone A), 2003-2004 (girone E)
- Campionato Interregionale: 1

1982-1983 (girone E)

### Competizioni regionali
- Eccellenza: 1

2001-2002 (girone A)
- Promozione: 1

1921-1922
- Seconda Divisione: 1

1931-1932 (girone B)
- Campionato italiano di terza divisione: 1

1929-1930 (girone C)
- Terza Categoria: 1

1920-1921 (girone B)

## Statistiche e record

### Partecipazione ai campionati
| Livello | Categoria                                     | Partecipazioni | Debutto   | Ultima stagione | Totale |
| ------- | --------------------------------------------- | -------------- | --------- | --------------- | ------ |
| 2º      | Seconda Divisione                             | 1              | 1922-1923 | 1922-1923       | 2      |
| 2º      | Serie B                                       | 1              | 1970-1971 | 1970-1971       | 2      |
| 3º      | Prima Divisione                               | 3              | 1932-1933 | 1934-1935       | 26     |
| 3º      | Serie C                                       | 15             | 1946-1947 | 1977-1978       | 26     |
| 3º      | Serie C1                                      | 8              | 1991-1992 | 2007-2008       | 26     |
| 4º      | Promozione                                    | 3              | 1949-1950 | 1951-1952       | 30     |
| 4º      | IV Serie                                      | 4              | 1952-1953 | 1955-1956       | 30     |
| 4º      | Campionato Interregionale                     | 1              | 1958-1959 | 1958-1959       | 30     |
| 4º      | Serie D                                       | 11             | 1959-1960 | 2018-2019       | 30     |
| 4º      | Serie C2                                      | 11             | 1978-1979 | 2004-2005       | 30     |
| 5º      | Campionato Interregionale - Seconda Categoria | 1              | 1957-1958 | 1957-1958       | 13     |
| 5º      | Serie D                                       | 8              | 1979-1980 | 2013-2014       | 13     |
| 5º      | Campionato Interregionale                     | 2              | 1981-1982 | 1982-1983       | 13     |
| 5º      | Campionato Nazionale Dilettanti               | 2              | 1997-1998 | 1998-1999       | 13     |

### Partecipazione alle coppe
| Competizione                    | Partecipazioni | Debutto   | Ultima stagione | Totale |
| ------------------------------- | -------------- | --------- | --------------- | ------ |
| Coppa Italia                    | 5              | 1926-1927 | 2017-2018       | 5      |
| Coppa Italia Semiprofessionisti | 7              | 1972-1973 | 1978-1979       | 25     |
| Coppa Italia Serie C            | 18             | 1983-1984 | 2007-2008       | 25     |
| Coppa Italia Serie D            | 10             | 1999-2000 | 2018-2019       | 10     |
| Poule Scudetto                  | 1              | 2003-2004 | 2003-2004       | 1      |
| Coppa Italia Dilettanti         | 1              | 1982-1983 | 1982-1983       | 1      |

### Statistiche di squadra
Il livello più alto raggiunto dalla Massese è la seconda divisione nazionale, in cui conta due partecipazioni (nel 1922-1923 e nel 1970-1971).

### Statistiche individuali
Il calciatore che ha totalizzato il maggior numero di presenze nella Massese è Giampiero Vitali, che ha totalizzato 245 presenze tra il 1969 e il 1977.

## Tifoseria

### Storia
La storia del tifo organizzato a Massa inizia nel 1975, con lo storico gruppo degli Ultrà Massa, sciolto successivamente dopo trent'anni di attività.
Gli ultras occupano la curva sud dello stadio, intitolata ad Alessandro Balloni dal 1995.
Attualmente, i gruppi portanti del tifo organizzato bianconero sono la Legione Cybea Massa ed il Massa Kaos.

### Gemellaggi e rivalità
La curva Sud Alessandro Balloni sostiene un gemellaggio con la tifoseria alabardata della Triestina e con la tifoseria tedesca del Rot-Weiß Erfurt.
Oltre ai due gemellaggi sopracitati, gli ultras massesi sostengono rapporti d'amicizia con i tifosi della Maceratese e della Pro Sesto.
Le storiche rivalità invece sono con Spezia, Pisa e coi cugini d'oltre foce con i quali condividono la provincia, ovvero la Carrarese, squadra con la quale viene dato vita al cosiddetto derby delle Apuane o derby del marmo. La rivalità con questi ultimi è talmente forte che spesso, se il derby da disputarsi non rientra tra le partite ufficiali, viene addirittura annullato per timore di scontri. Una rivalità, anche se negli ultimi anni si è un po’ calmata, è quella con il Castelnuovo. Famoso lo scontro avvenuto al campo comunale di Castelnuovo. Quel giorno ci furono molti scontri all'interno e all'esterno dello stadio riportando anche alcuni danni alla struttura del campo.
Altre rivalità molto sentite sono con il Viareggio. Rivalità rimarcata negli ultimi anni visti gli scontri accaduti "in pineta" a Viareggio e a Massa a qualche km dallo stadio apuano, lato settore ospiti. Questa rivalità è nata perché gli ultras massesi sono stati gemellati per vent'anni con la Lucchese. Altre rivalità della tifoseria massese sono con la SPAL (scontri a Massa dietro il settore ospiti e a Ferrara assalto al bar dei tifosi estensi con presenza degli ex-gemellati carrarini), e la Reggiana (entrambe ex-gemellate con la Carrarese), poi Pistoiese, Livorno, Arezzo, Ravenna, Sanremese, Ponsacco e Montevarchi.